# Tagamõisa (schiereiland)
Tagamõisa (Duits en Zweeds: Hundsort) is een schiereiland aan de noordwestkant van het Estische eiland Saaremaa.

## Beschrijving
Het schiereiland Tagamõisa (Estisch: Tagamõisa poolsaar, ook wel Tagala poolsaar) vormt de noordwestpunt van het eiland Saaremaa. Het is 15 km lang en 8 km breed en telt ongeveer 100 permanente bewoners. Het noordelijkste deel, bij de plaats Undva, staat bekend onder de naam Undva nina, ‘neus van Undva’. Ten zuidoosten daarvan ligt de steile kust Undva pank, een hoogte van 2,5 meter over een afstand van 350 meter. Aan de westkant van Tagamõisa ligt Harilaid, een schiereiland binnen een schiereiland. Harilaid is onbewoond.
Ten westen van Tagamõisa ligt de baai van Kihelkonna (Estisch: Kihelkonna laht), ten oosten de baai Tagalaht. Op het schiereiland liggen meer dan twintig meren. De grootste zijn Killatu järv, Laialepa laht, Naale laht, Põdragu järv, Saka järv, Sarapiku järv en Taugabe järv.
De westkust van het schiereiland ligt in het Nationaal park Vilsandi. Een ander natuurgebied is het Tagamõisa hoiuala in het noorden van het schiereiland. In het centrum ligt Tagamõisa puisniit, een beschermd weidelandschap.

## Geschiedenis
Het schiereiland werd voor het eerst vermeld in een document uit 1566 onder de naam Hondsoort. Het belangrijkste landgoed op Tagamõisa, dat het grootste deel van het schiereiland besloeg, was dat van het dorp Tagamõisa, dat ontstond in 1562. Het heette oorspronkelijk Nemmal, maar werd op het eind van de 17e eeuw herdoopt in Taggamois. In 1603 werd het een kroondomein. Kleine delen van Tagamõisa lagen op de landgoederen van Lümanda en Pajumõisa, die allebei voor het grootste deel buiten het schiereiland lagen. In 1919 onteigende het onafhankelijk geworden Estland de landgoederen en deelde ze op in kleine kavels, die meestal naar de voormalige pachters op het landgoed gingen.
Tijdens de Eerste Wereldoorlog was Tagamõisa de plaats waar de Duitsers voor het eerst voet aan wal zetten bij de Operatie Albion. Ze landden er op 11 oktober 1917 en hadden op 16 oktober het hele eiland Saaremaa in handen.
Na de Tweede Wereldoorlog had het Rode Leger een paar bases op Tagamõisa. Ze zijn na 1991 ontmanteld.
Tagamõisa lag tot in 2017 in de gemeente Kihelkonna en besloeg bijna de helft van het grondgebied van die gemeente. In oktober van dat jaar fuseerden alle gemeenten op het eiland Saaremaa tot één gemeente, de gemeente Saaremaa.

## Haven
De belangrijkste haven op Tagamõisa is Veeremäe aan de oostkust. De plaats is tevens het eindpunt van de Tugimaantee 78, de secundaire weg van Kuressaare via Kihelkonna naar Veeremäe.

## Vuurtoren
Kiipsaare, de enige vuurtoren op Tagamõisa, staat op het schiereiland Harilaid. De vuurtoren werd in 1933 gebouwd in gewapend beton. In 1992 werd hij buiten gebruik gesteld. Door kustafslag staat hij inmiddels geheel in zee en dankzij een weke ondergrond staat hij scheef.

## Plaatsen
Op het schiereiland liggen de volgende 16 plaatsen, die allemaal tot de gemeente Saaremaa behoren:
- Kalmu, Kehila, Kõruse, Kõruse-Metsaküla, Kuralase, Kurevere, Lätiniidi, Neeme, Sepise, Tagamõisa, Tammese, Tohku, Undva, Vaigu, Vaigu-Rannaküla, Veeremäe.

## Foto’s

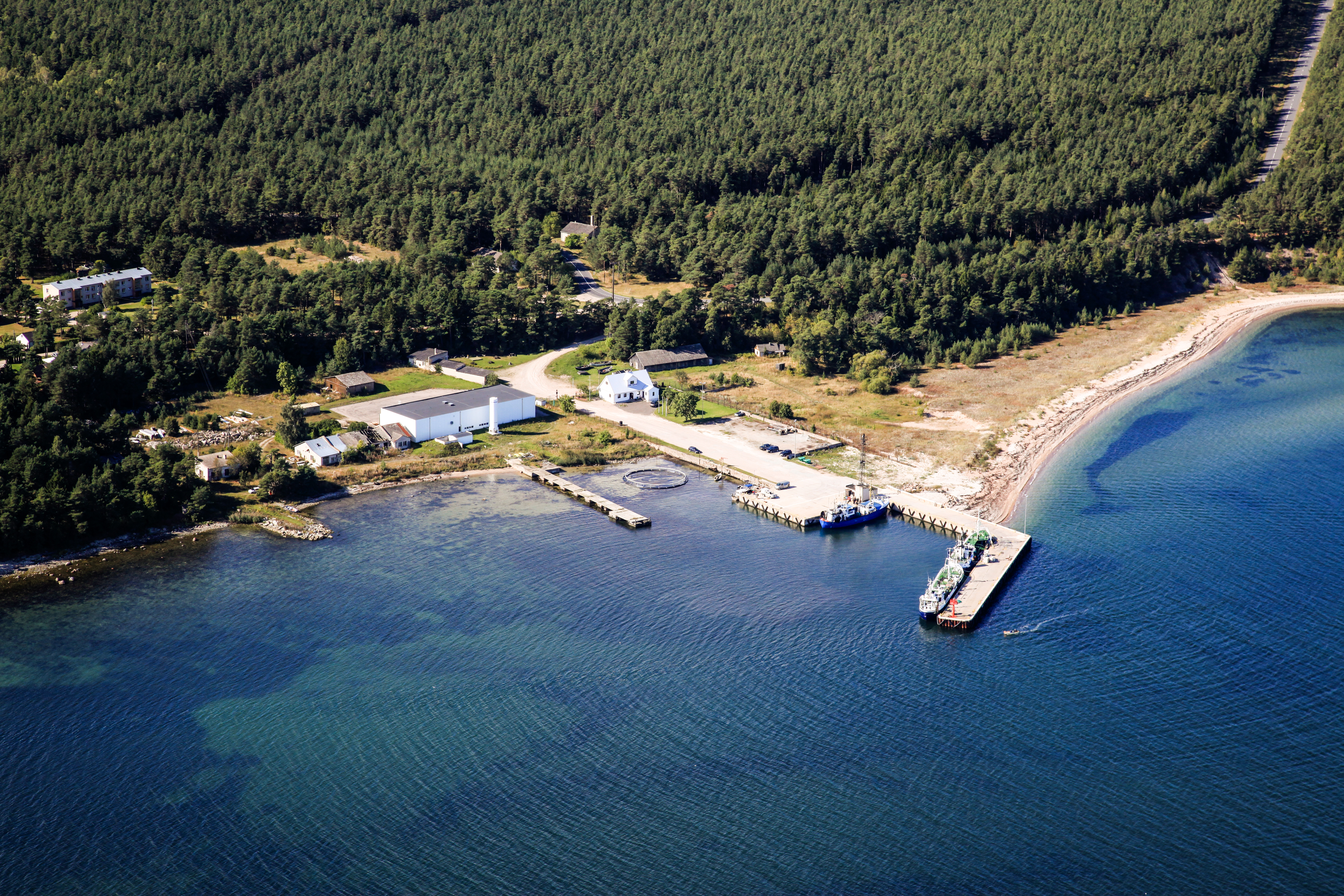
De haven van Veeremäe
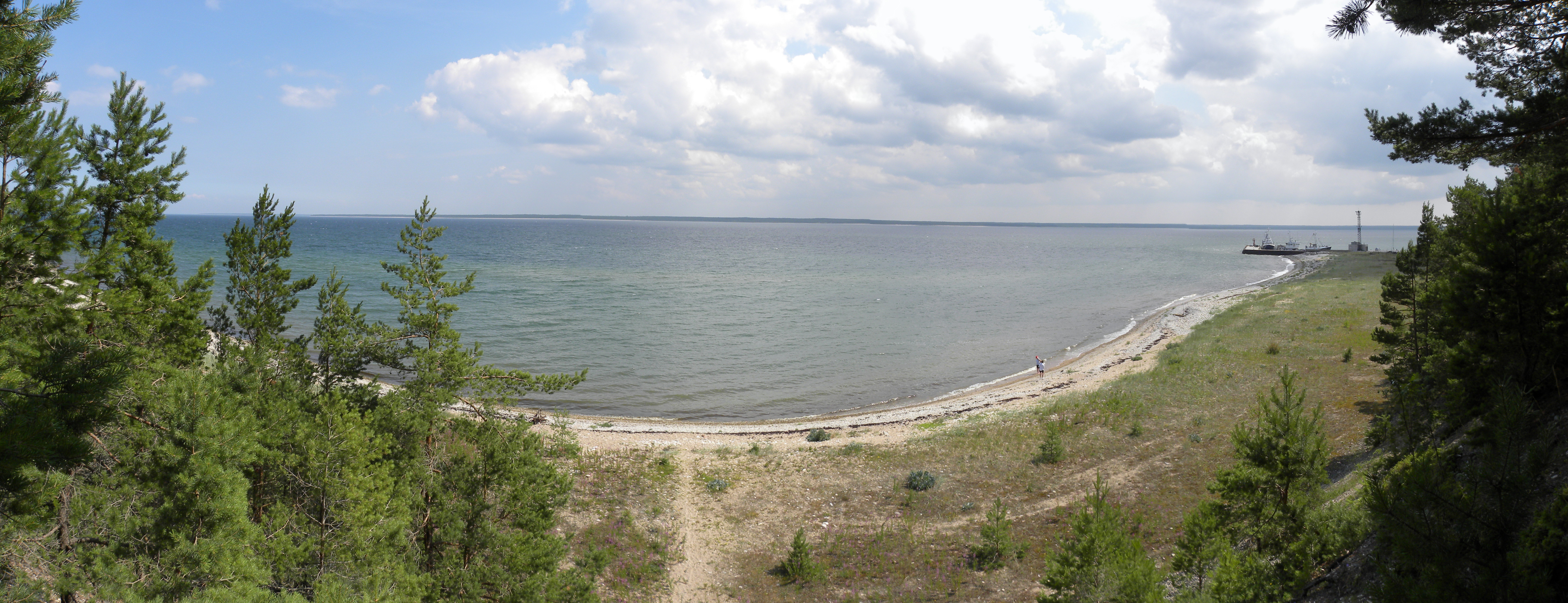
De baai Tagalaht
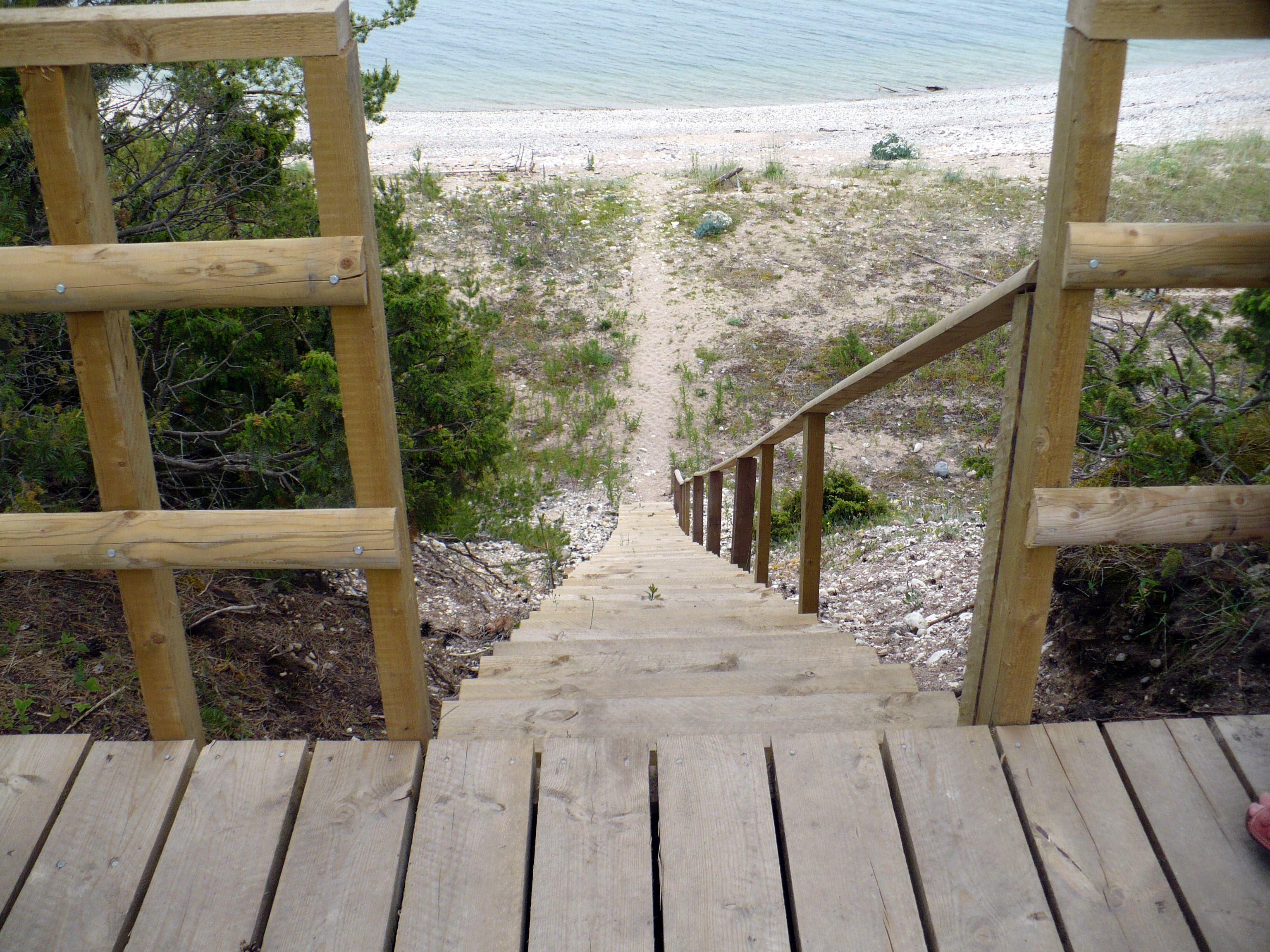
Trap naar het strand
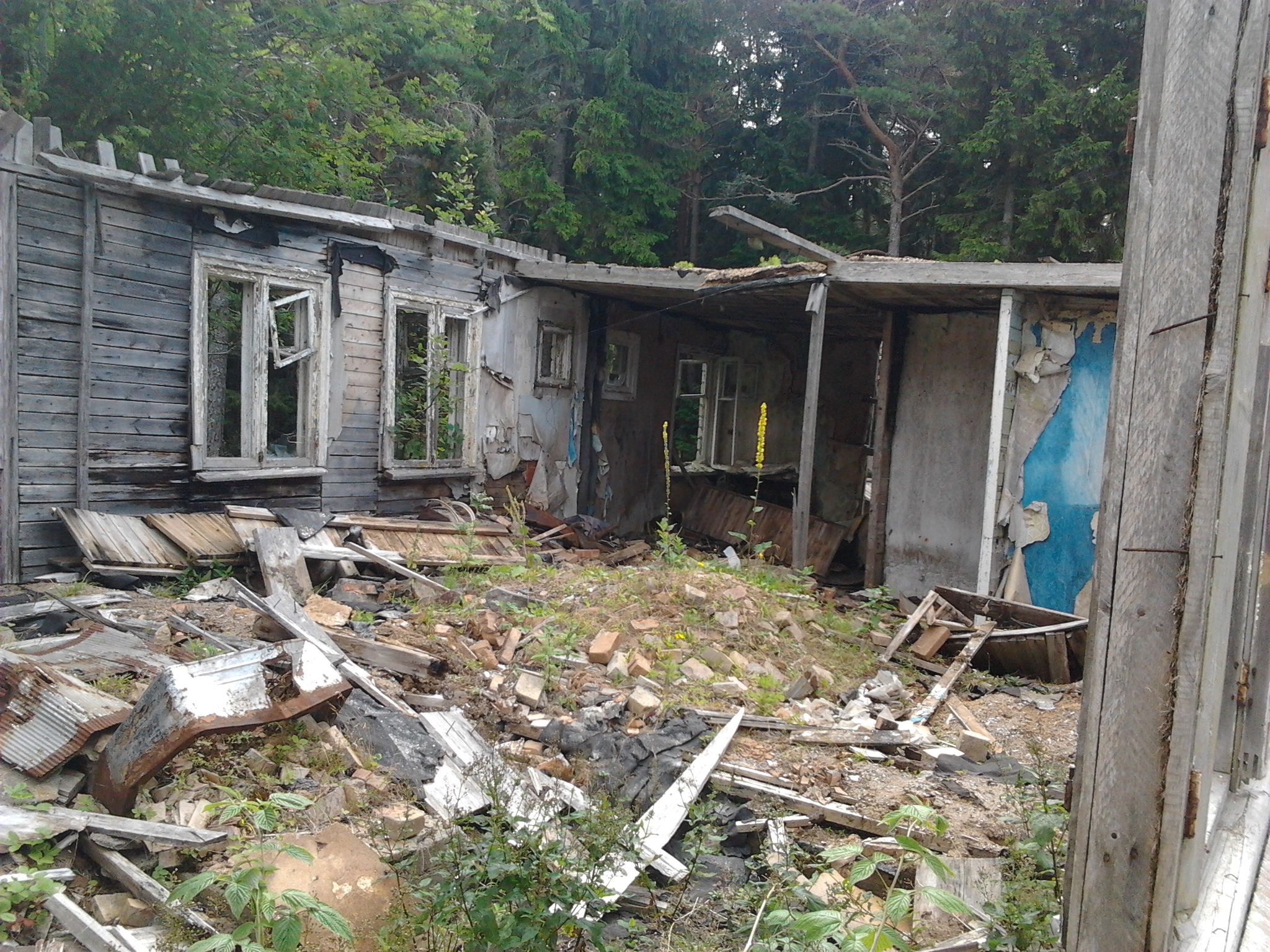
Resten van een Sovjet-raketbasis bij Kurevere
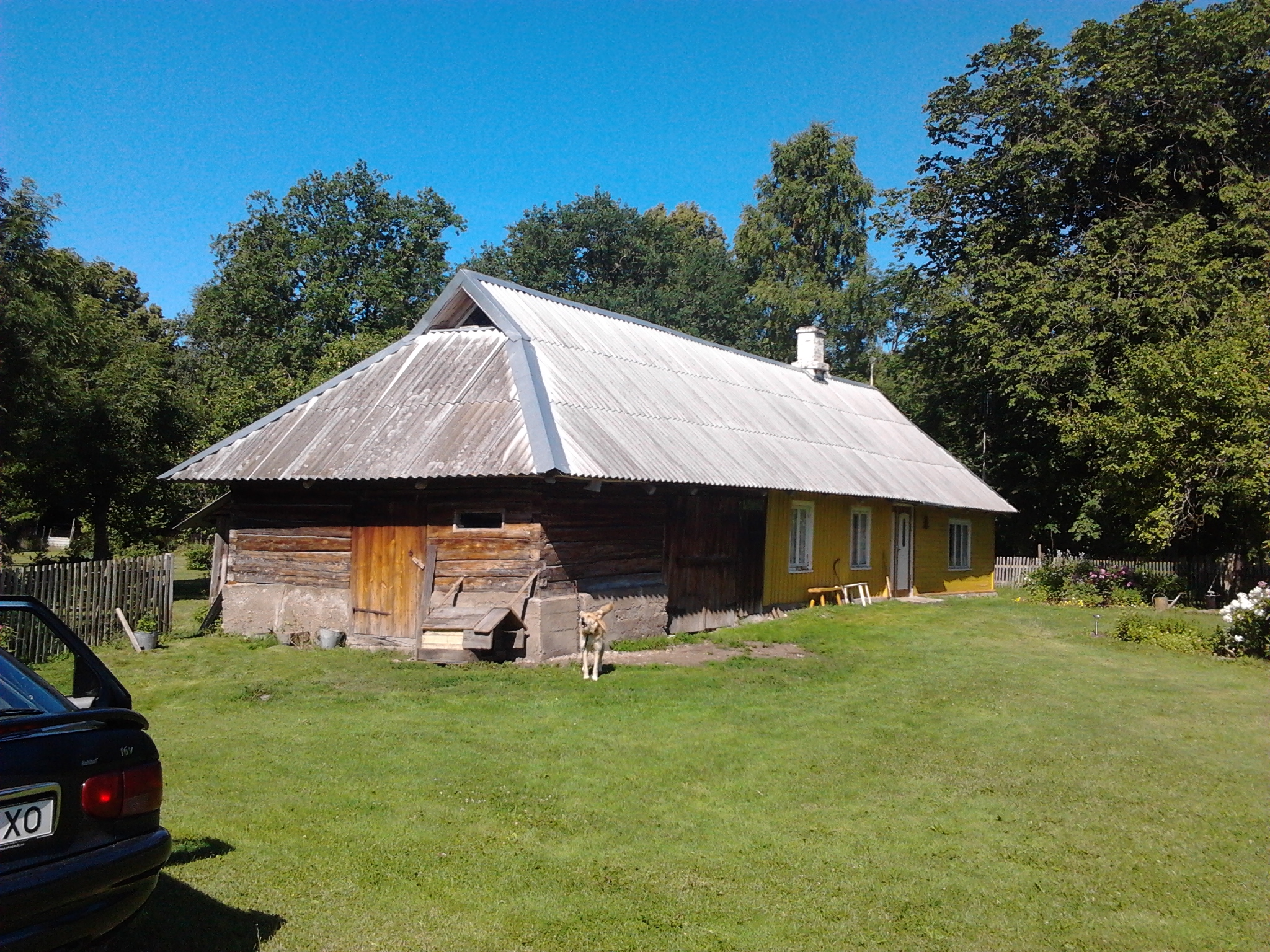
Boerderij bij Kõruse
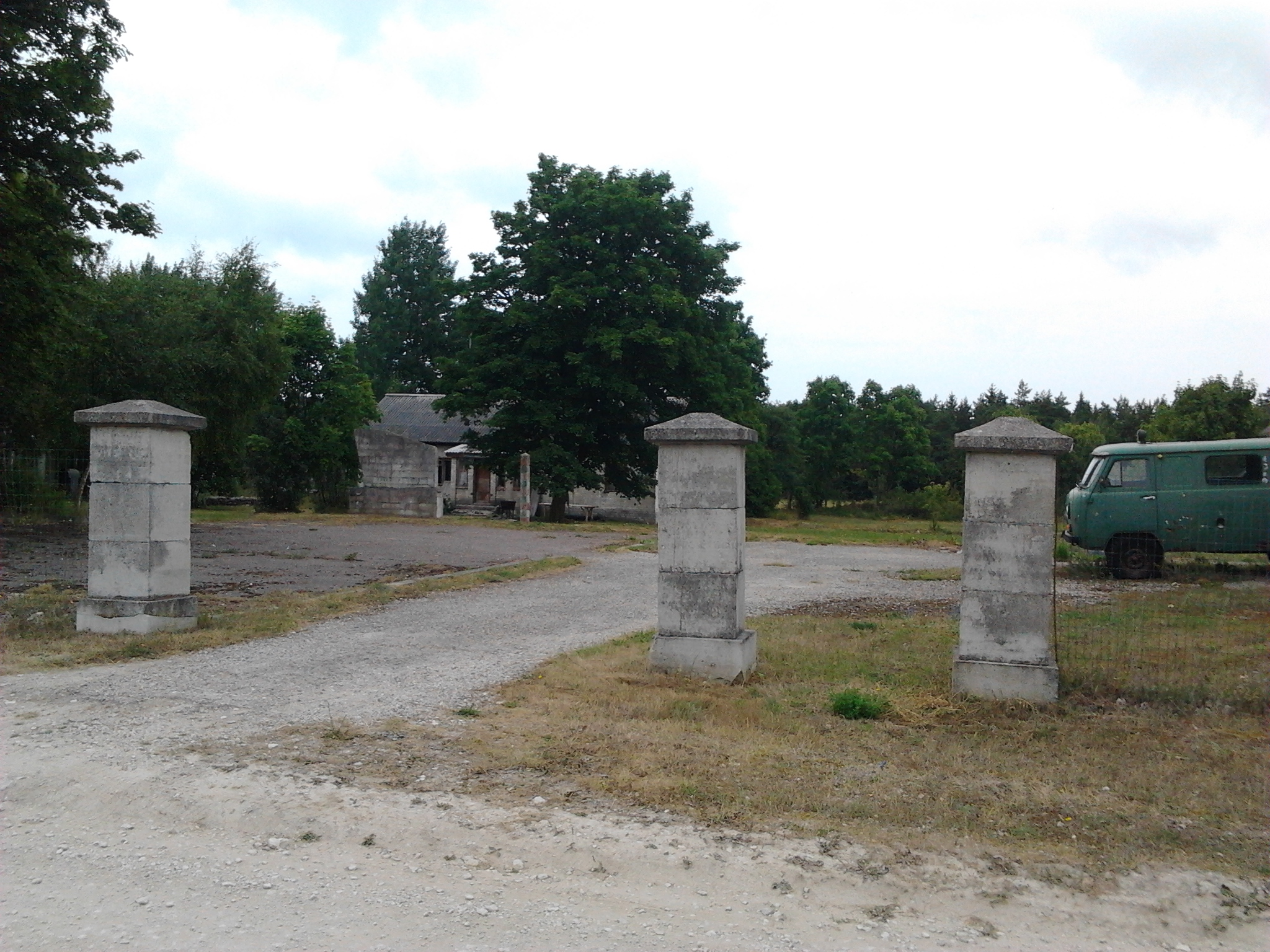
Resten van een Sovjet-legerbasis bij Kõruse
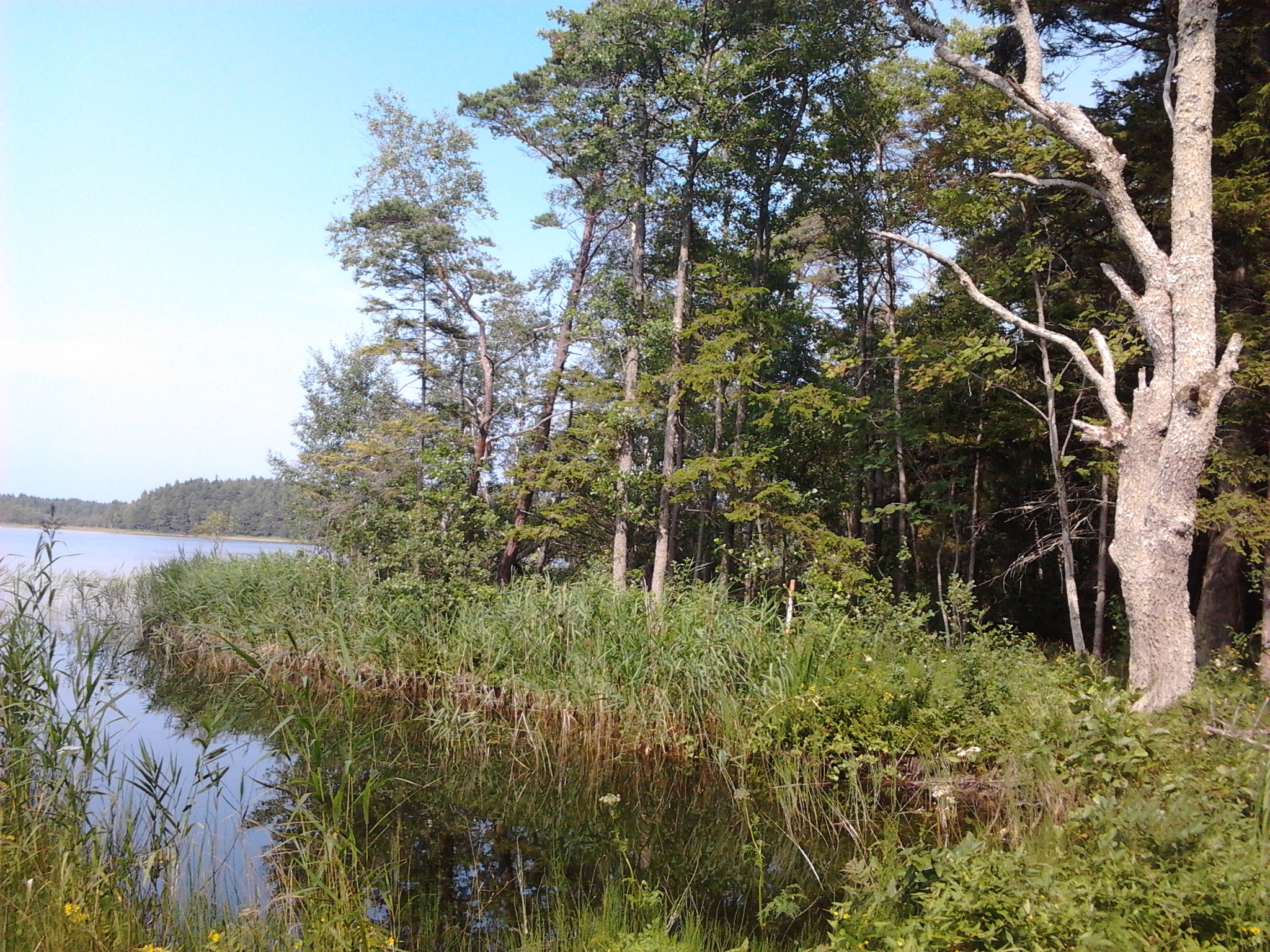
Het Sarapiku järv
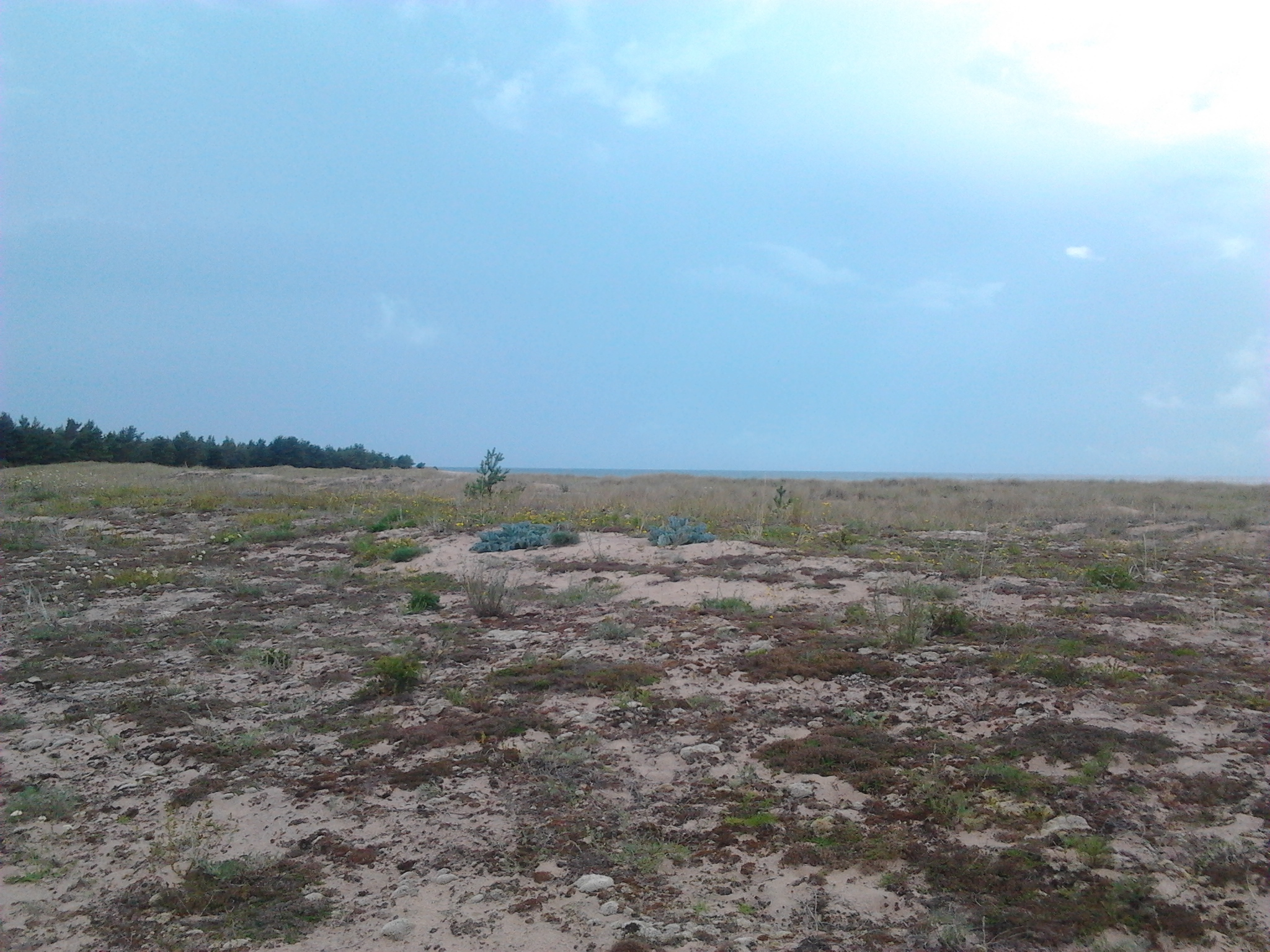
Kwelder aan de kust van Harilaid
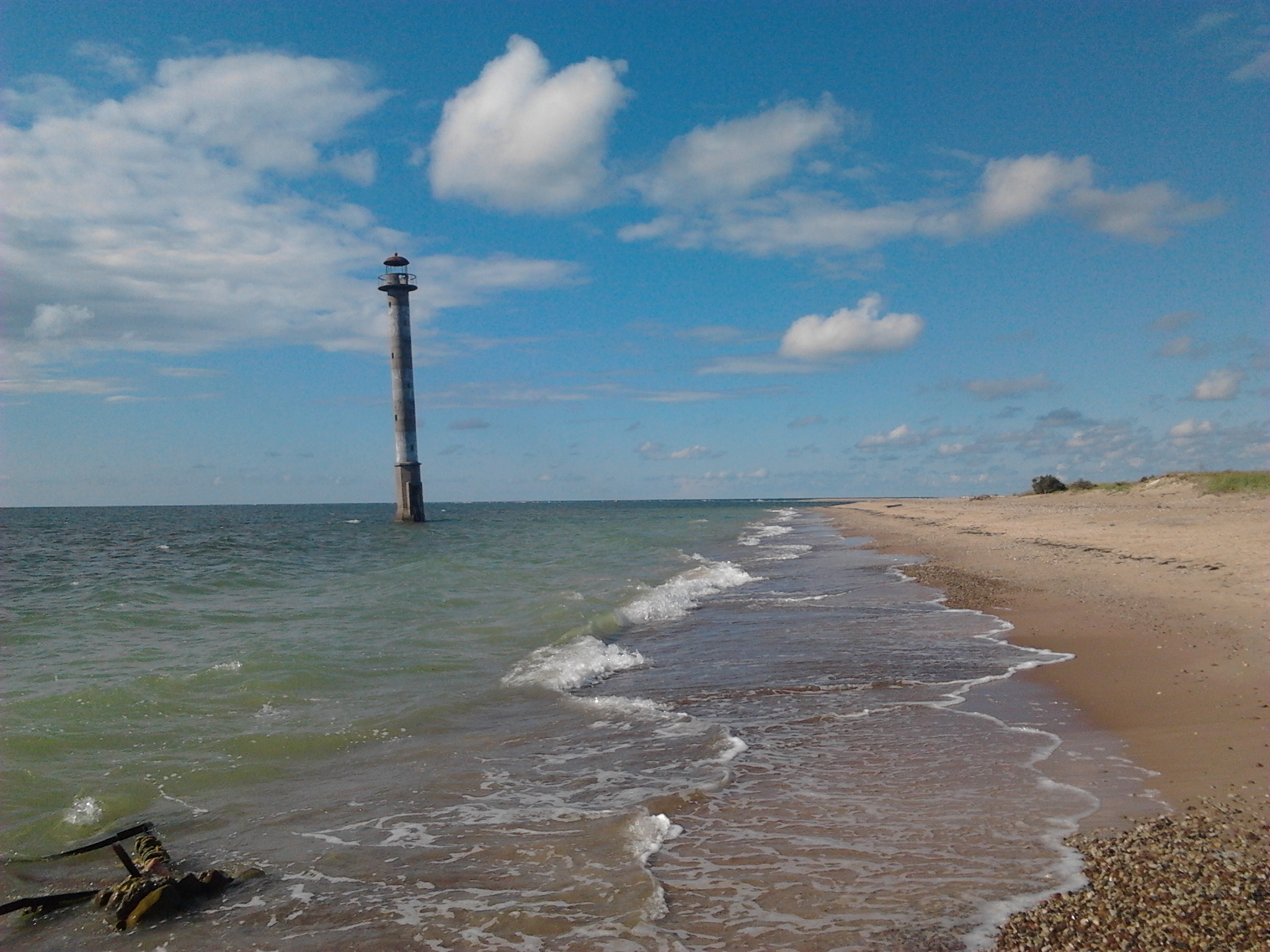
De vuurtoren Kiipsaare